# Ryszard Łysakowski
Ryszard Walery Łysakowski (ur. 7 czerwca 1911 w Lublinie, zm. 31 sierpnia 2008 w Warszawie) – polski piłkarz występujący na pozycji napastnika, reprezentant Polski, działacz sportowy, żołnierz Armii Krajowej.

## Kariera klubowa
Grę w piłkę nożną rozpoczął w wieku 13 lat w klubie KS Lublinianka. W 1933 roku przeniósł się do Legii Warszawa, dla której rozegrał 54 ligowe spotkania i zdobył 15 bramek. Po spadku Legii z I ligi, w latach 1937–1939 był graczem Polonii Warszawa. Po II wojnie światowej występował w klubach Górnik Wałbrzych oraz Len Wałbrzych. W 1949 roku zakończył karierę.

## Kariera reprezentacyjna
Zanotował jeden występ w reprezentacji Polski. 14 października 1934 zagrał w wygranym 6:2 meczu towarzyskim przeciwko Łotwie, w którym zdobył bramkę.

### Bramki w reprezentacji
| LP | Data                 | Miejsce           | Przeciwnik | Bramka | Rezultat | Ranga meczu     |
| -- | -------------------- | ----------------- | ---------- | ------ | -------- | --------------- |
| 1. | 14 października 1934 | Stadion JKS, Ryga | Łotwa      | 3:0    | 6:2      | Mecz towarzyski |

## Działacz sportowy
Pracował w Głównym Komitecie Kultury Fizycznej, gdzie pełnił funkcję naczelnika Wydziału Piłki Nożnej. Zajmował się afiliacją Polskiego Związku Piłki Nożnej z UEFA. Był przewodniczącym społecznej komisji nadzorującej podczas transmisji telewizyjnych losowania Toto-Lotka.

## Życie prywatne
W trakcie gry w Legii Warszawa ukończył studia w Centralnym Instytucie Wychowania Fizycznego. Po wybuchu II wojny światowej brał udział w kampanii wrześniowej. Jako żołnierz piechoty Armii Krajowej (ps. "Olaf") walczył w powstaniu warszawskim. Po upadku powstania osadzono go w Dulagu 121 Pruszków, następnie przebywał w obozach koncentracyjnych Groß-Rosen, Mittelbau-Dora, Harzungen oraz Bergen-Belsen, skąd został uwolniony w 1945 roku przez aliantów. W 1951 roku dotarł do półfinału deblowych mistrzostw Polski w tenisie ziemnym.